# Fläckhake
För fågelarten Modulatrix stictigula, se prickhake.
Fläckhake (Arcanator orostruthus) är en av tre afrikanska arter i den lilla fågelfamiljen fläckhakar inom ordningen tättingar.

## Utseende
Fläckhaken är en 17 centimeter lång medelstor skogslevnade trastlik tätting. Undersidan är olivbrun medan den blekare fläckiga undersidan är citrongul. Den smala näbben är blek vid basen och den är rostfärgad på de yttre stjärtfjädrarna. Liknande grönbulbyler i släktet Phyllastrephus är mer trädlevande och enfärgade undertill, medan närbesläktade prickhaken (Modulatrix stictigula) är fläckig endast på strupen och är kastanjefärgad.

## Utbredning och systematik
Fläckhake placeras som enda art i släktet Arcanator. Den förekommer mycket lokalt i östra Afrika och delas upp i tre underarter med följande utbredning:
- Arcanator orostruthus armani – Usambarabergen (nordöstra Tanzania)
- Arcanator orostruthus sanjei – Udzungwabergen (nordöstra Tanzania)
- Arcanator orostruthus orostruthus – norra Moçambique (berget Namuli)

### Familjetillhörighet
Länge betraktades denna och dess närbesläktade arter prickhake (Modulatrix stictigula) och kakameg (Kakamega poliothorax) som medlemmar av familjen timalior (Timaliidae), därav det tidigare svenska trivialnamnet skogstimalia. Studier visar dock att dessa arter tillsammans sockerfåglarna (Promeropidae) istället utgör en egen utvecklingslinje som är systergrupp till familjer som ärlor, astrilder, finkar och fältsparvar.  Tidigare inkluderades de därför i familjen sockerfåglar, men urskiljs numera oftast som en egen familj, först med det vetenskapliga namnet Arcanatoridae, men Modulatricidae har visat sig ha prioritet.

## Levnadssätt
Fläckhaken bebor fuktiga bergsskogar på medelhög nivå, mestadels 1 300–1 700 meter över havet, även om den även observerats vid 1.200 meter. Den föredrar sluten skog med tät undervegetation av vild ingefära och sly. Den födosöker i små gläntor och utmed vattendrag i lövmassan efter insekter.

## Status och hot
Denna art har ett litet och fragmenteriskt utbredningsområde. Dess habitat minskar antingen redan nu eller kommer att minska i omfång och kvalitet, vilket fragmenteriserar dess utbredning än mer. Internationella naturvårdsunionen IUCN bedömer därför dess hotstatus som nära hotad (NT). Världspopulationen uppskattas till mellan 1 000 och 2 500 vuxna individer.